# Kerk van Rijperkerk
De kerk van Rijperkerk is een kerkgebouw in Rijperkerk in de Nederlandse provincie Friesland.

## Beschrijving
De zaalkerk uit 1757 heeft een driezijdig gesloten koor en een ingebouwde toren met ingesnoerde spits aan de westzijde. In de toren hangt een klok (1546) van Frans Hatiser. Het kerkgebouw is een rijksmonument.
De preekstoel, doophek en vier herenbanken dateren uit de 17e eeuw. Het orgel uit 1891 is gemaakt door Bakker & Timmenga.

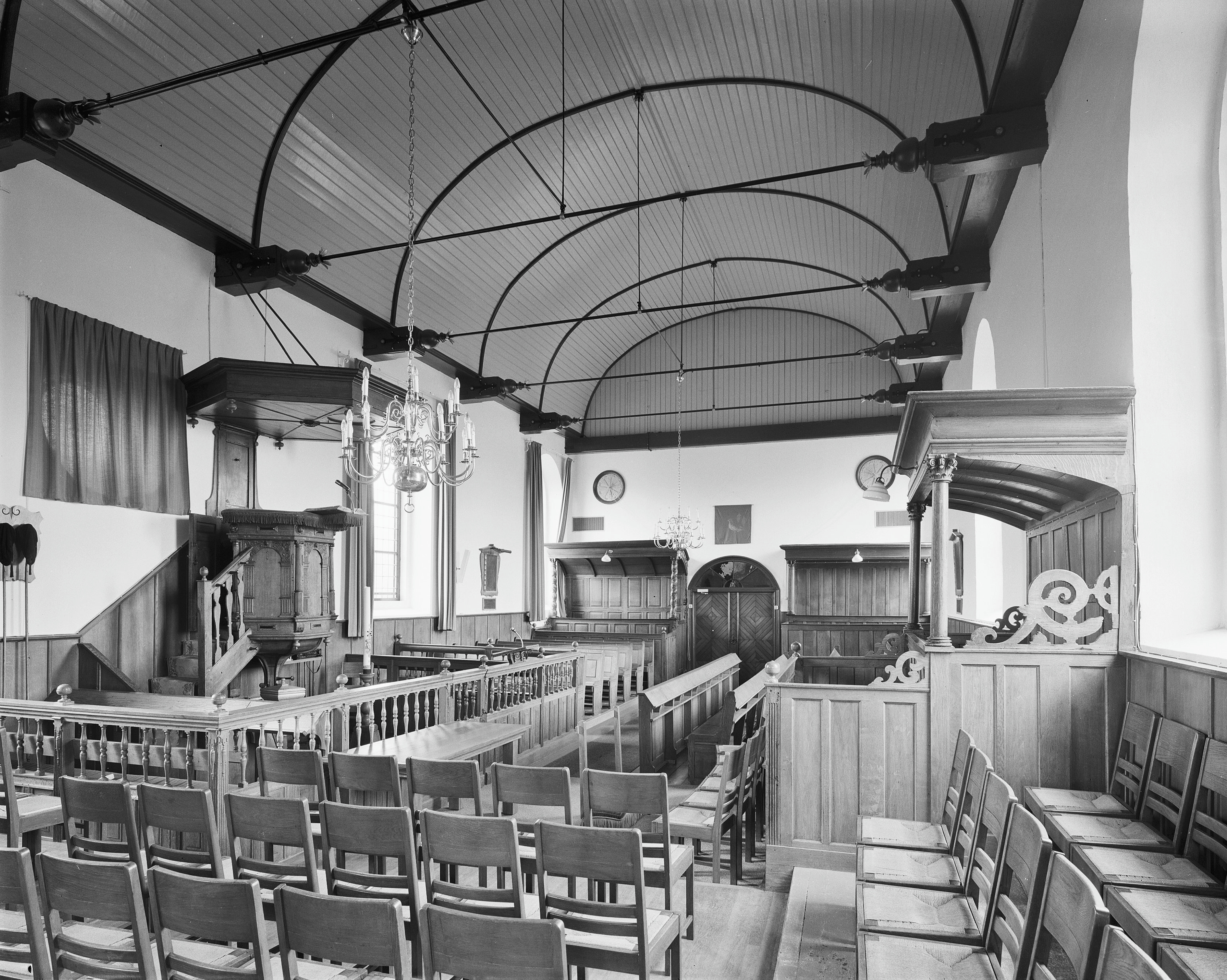
Interieur met preekstoel
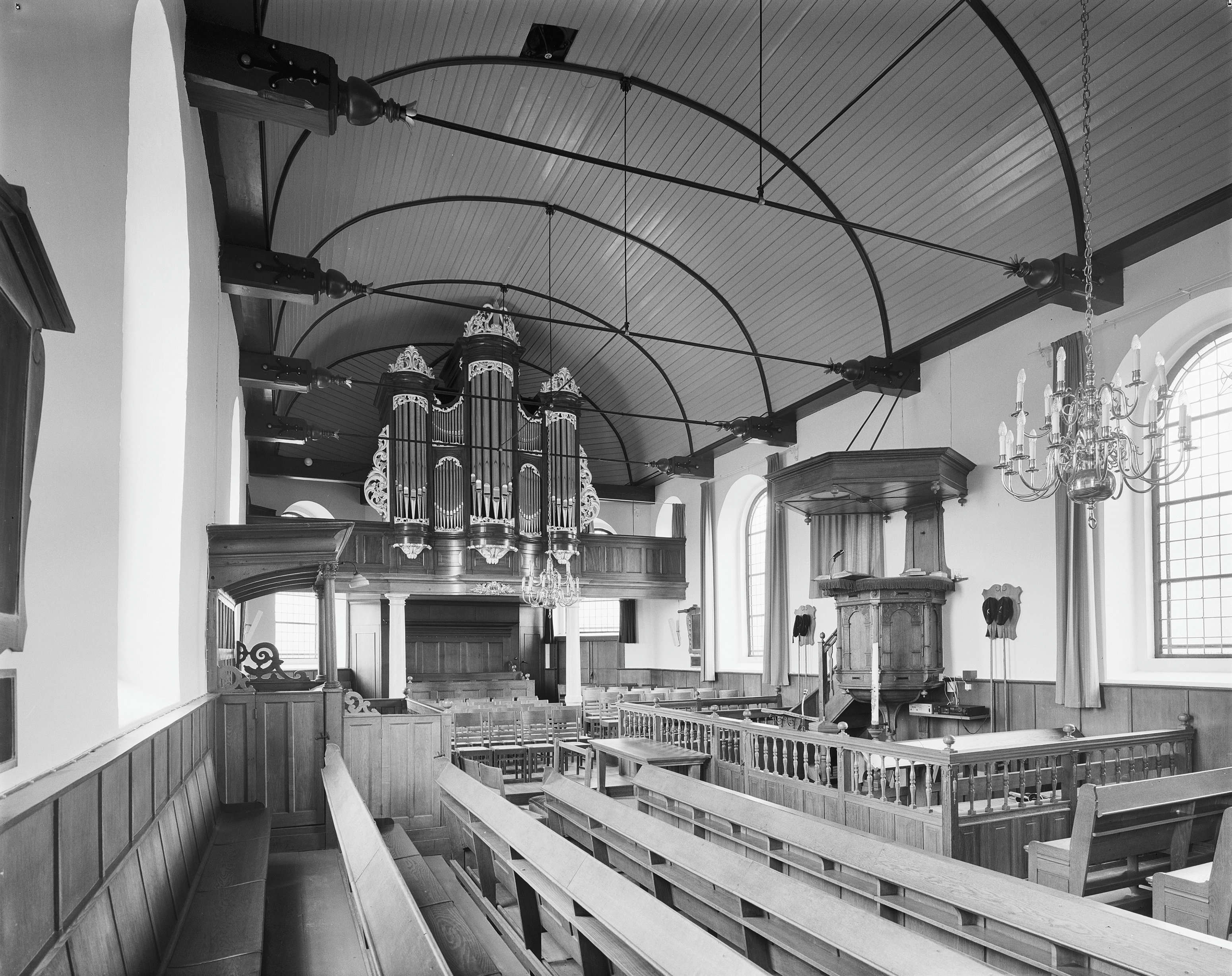
Interieur met orgel (1994)
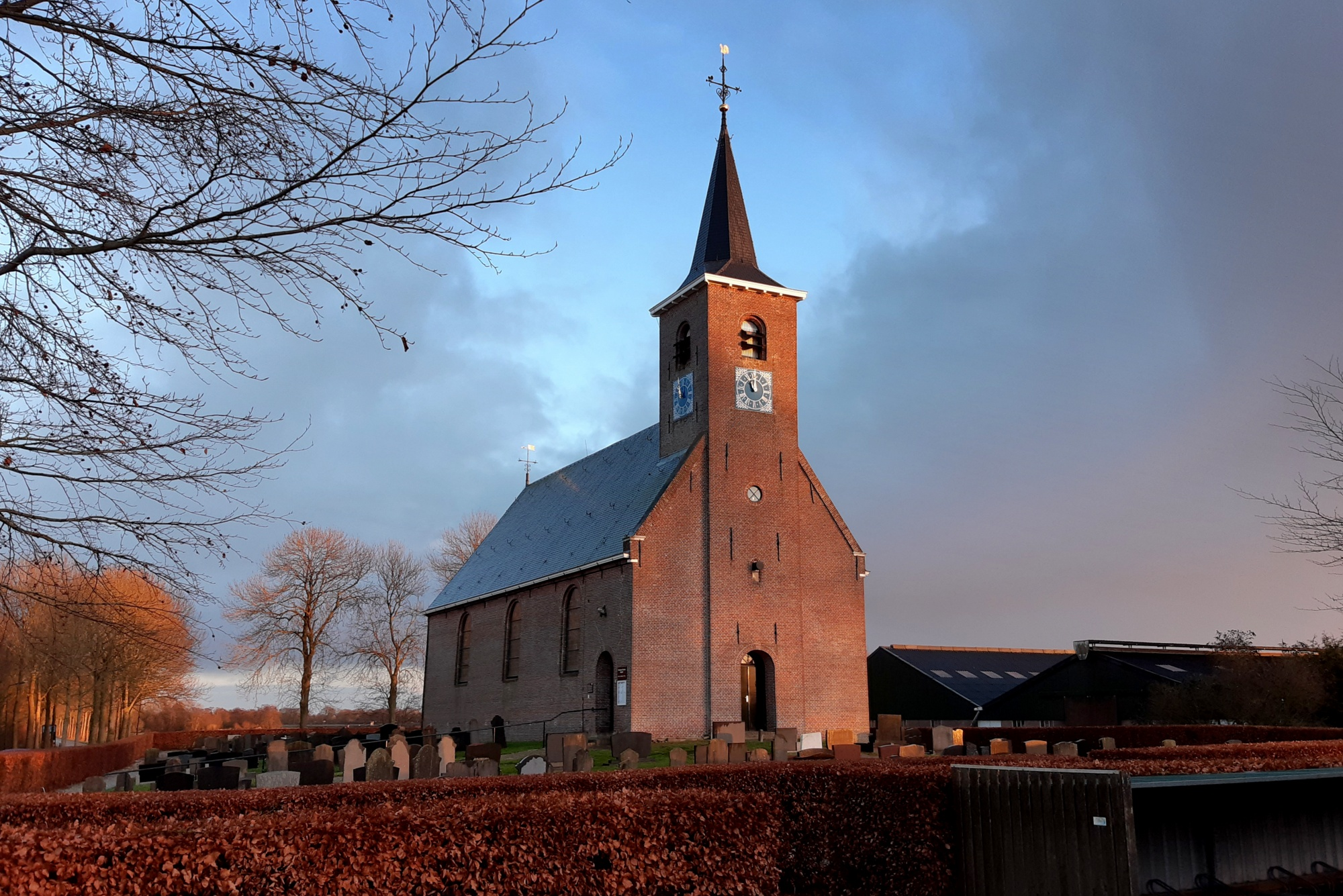
kerk in 2020